# Pržno (district de Frýdek-Místek)
Pour les articles homonymes, voir Pržno.
Pržno (en allemand : Prschno) est une commune du district de Frýdek-Místek, dans la région de Moravie-Silésie, en République tchèque. Sa population s'élevait à 1 061 habitants en 2021.

## Géographie
Pržno se trouve à 8 km au sud du centre de Frýdek-Místek, à 25 km au sud-sud-est d'Ostrava et à 287 km à l'est-sud-est de Prague.
La commune est limitée par Baška au nord, par Janovice à l'est, par Frýdlant nad Ostravicí au sud, et par Metylovice à l'ouest.

## Histoire
La première mention écrite de la localité date de 1573.

## Transports
Par la route, Písek se trouve à 12 km de Frýdlant nad Ostravicí, à 15 km de Frýdek-Místek, à 38 km d'Ostrava et à 376 km de Prague.